# کایامان، کبک
کایامان (به فرانسوی: Cayamant) شهری در منطقه شهری لا وله-دو-لا-گاتینو ناحیه اوتاوه در استان کبک کانادا است. در سرشماری سال ۲۰۱۱ این شهر ۷۴۴ نفر جمعیت داشته‌است و مساحت آن ۴۱۱٫۱۳ کیلومتر مربع است.